# Éditeur de schéma (électronique)

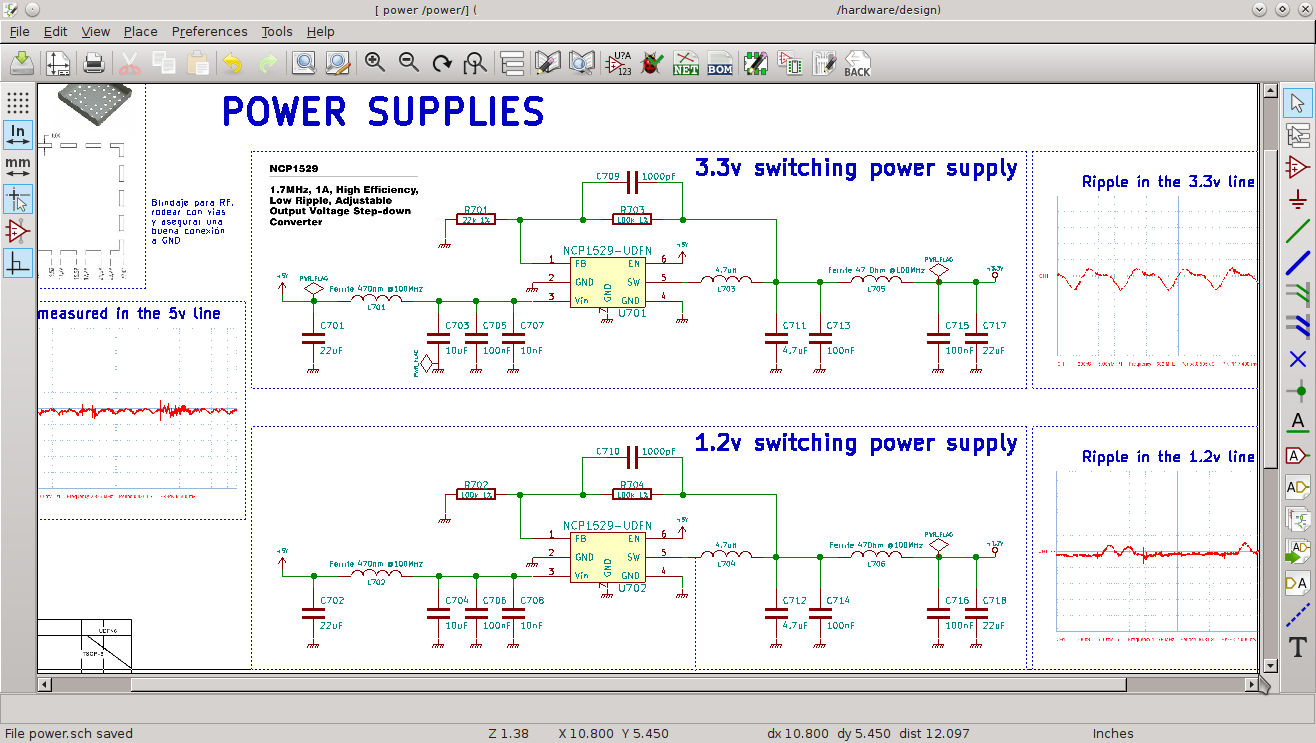
Éditeur de Schéma Eeschema de KiCad

Un éditeur de schéma est, en électronique, un logiciel permettant de concevoir le schéma fonctionnel d'un circuit imprimé ou, plus généralement, un schéma électrique.
Il permet un tracé plus rapide grâce à l'utilisation de composants pré-construits par rapport au dessin à la main. D'autres fonctionnalités sont également apportées  :
- la vérification des règles de l'électricité (en anglais : Electrical Rule Check (ERC)) ;
- la vérification basique des connexions.

## Logiciels
Parmi les logiciels proposant un éditeur de schéma, on peut citer, :
- DesignSpark PCB — Logiciel gratuit de conception de circuits électroniques, développé Number One System ;
- Dia — Logiciel généraliste de schémas comportant un ensemble d'éléments électroniques ;
- Eagle — Logiciel commercial et multi-plateforme de conception de circuits imprimés, incluant un éditeur de schémas, développé par Autodesk (anciennement CadSoft) ;
- EasyEDA — Logiciel web, incluant le simulateur SPICE ;
- Eeschema de KiCad — logiciel libre multi-plateforme[4], le simulateur NGspice est compatible avec celui-ci[5] ;
- Electric — Logiciel libre multifonction, comportant un éditeur de schéma ;
- Fritzing — Logiciel libre, comportant une partie schéma ;
- gEDA — Logiciel libre spécialisé ;
- Microcap — Logiciel propriétaire de simulation gratuit[6]
- LTSpice — Simulateur de Linear permet également l'édition de schémas, parmi de nombreuses autres fonctions ;
- NIOS II Embedded Design Suite (EDS) — Développement d'applications professionnelle pour matériel embarqué, par Intel ;
- OrCAD (en) — Logiciel professionnel de référence en conception électronique, développé par Cadence ;
- Pspice — Version pour étudiants du logiciel libre SPICE ;
- Quartus II et ModelSim — Conception et simulation professionnelle pour les composants FPGA, développé par Altera (Intel depuis 2015) ;
- Qucs — Logiciel libre de simulation multi-plateforme comportant un éditeur de schéma
- SmartDraw — Logiciel de création de schémas avec une version gratuite limitée ;
- Tina — schéma et simulation, test temps réel, à destination des petites entreprises ;
- TinyCad – Logiciel permettant l'agencement et la simulation de circuit, pour Windows uniquement ;
- XCircuit (en) — Logiciel libre multi-plateforme.

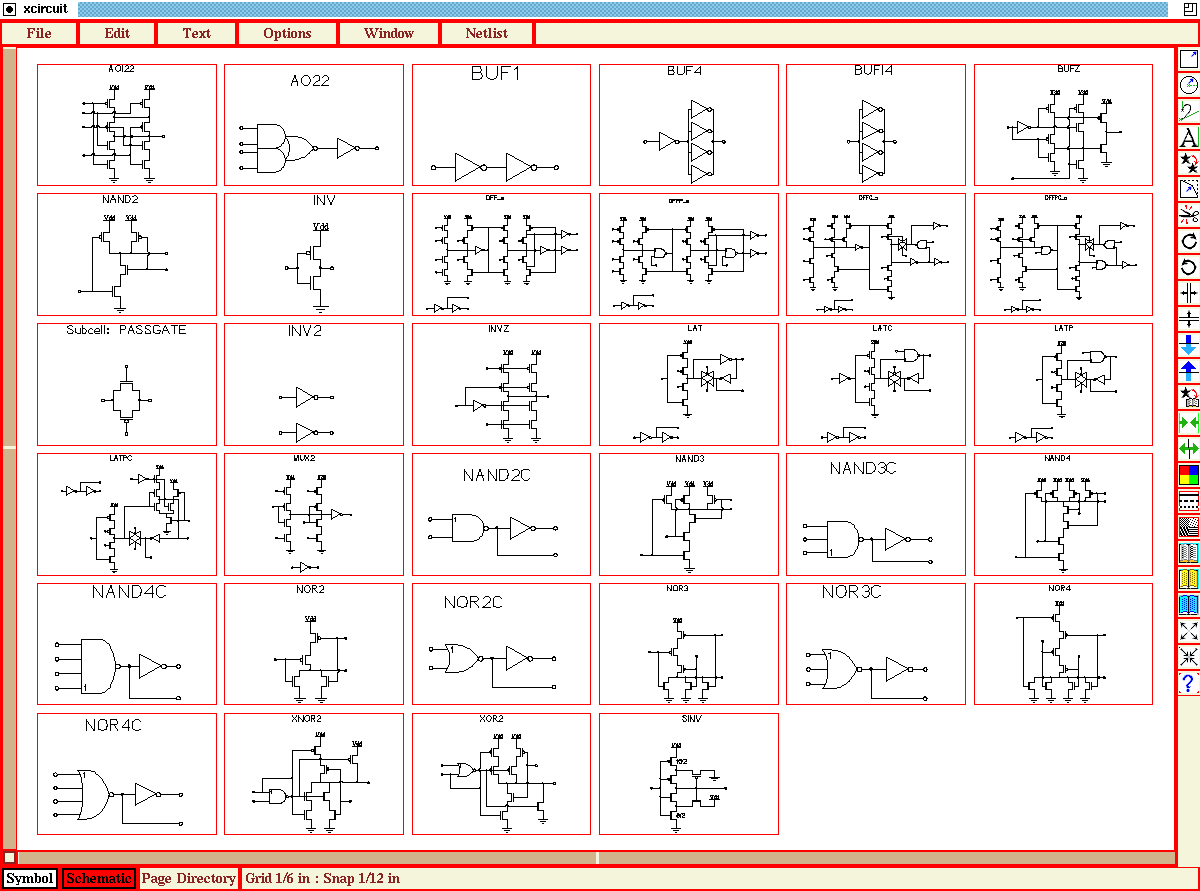
écran de XCircuit (en)
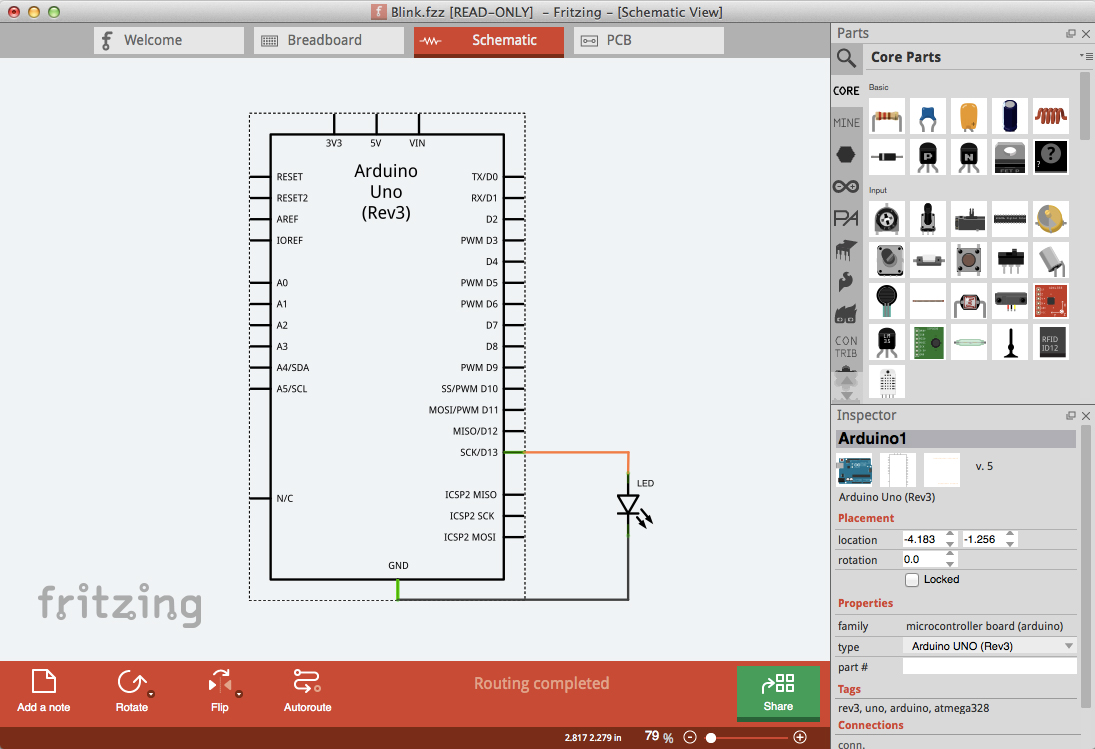
éditeur de Fritzing
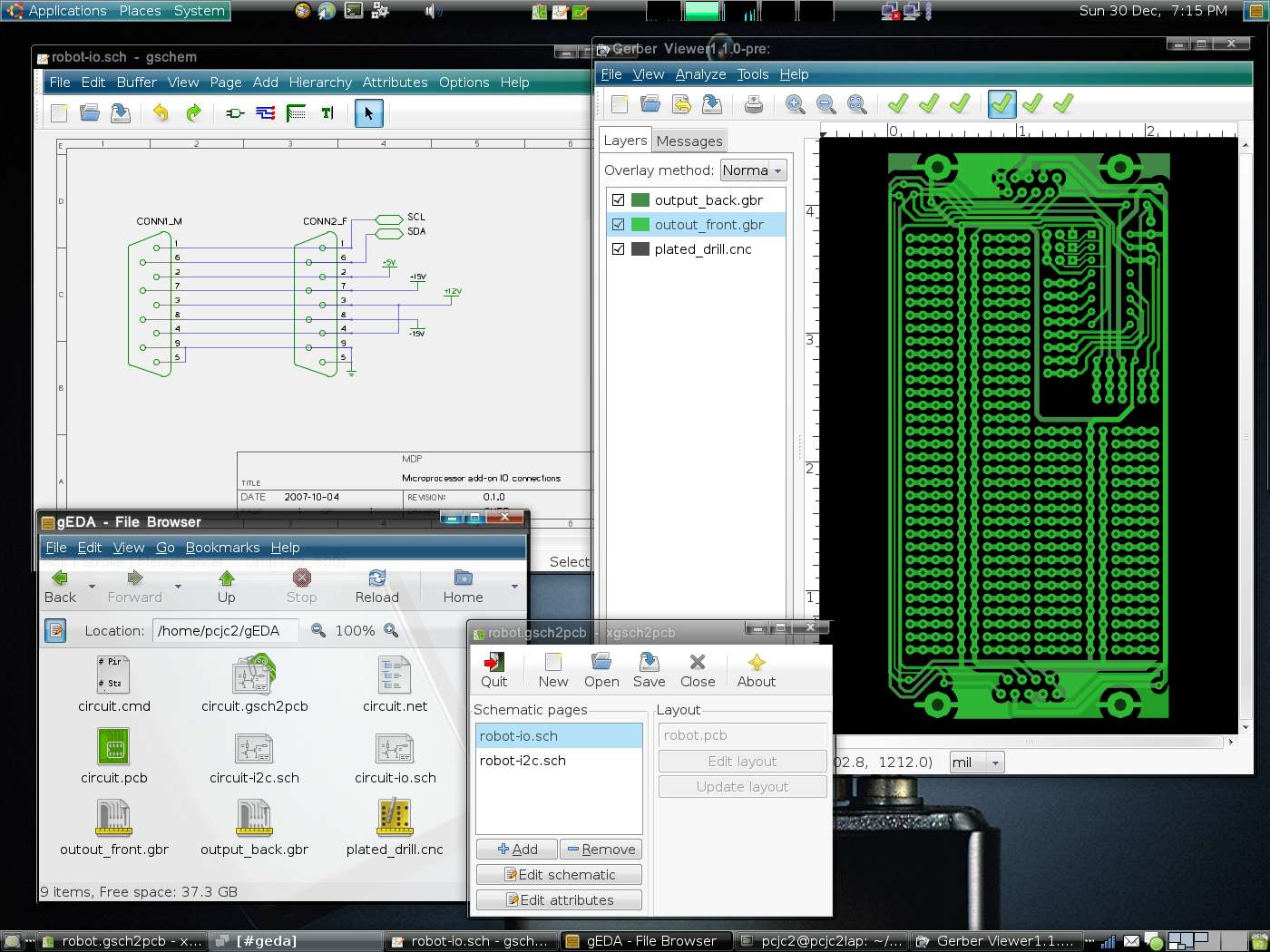
Gschem, en haut à gauche, éditeur de gEDA
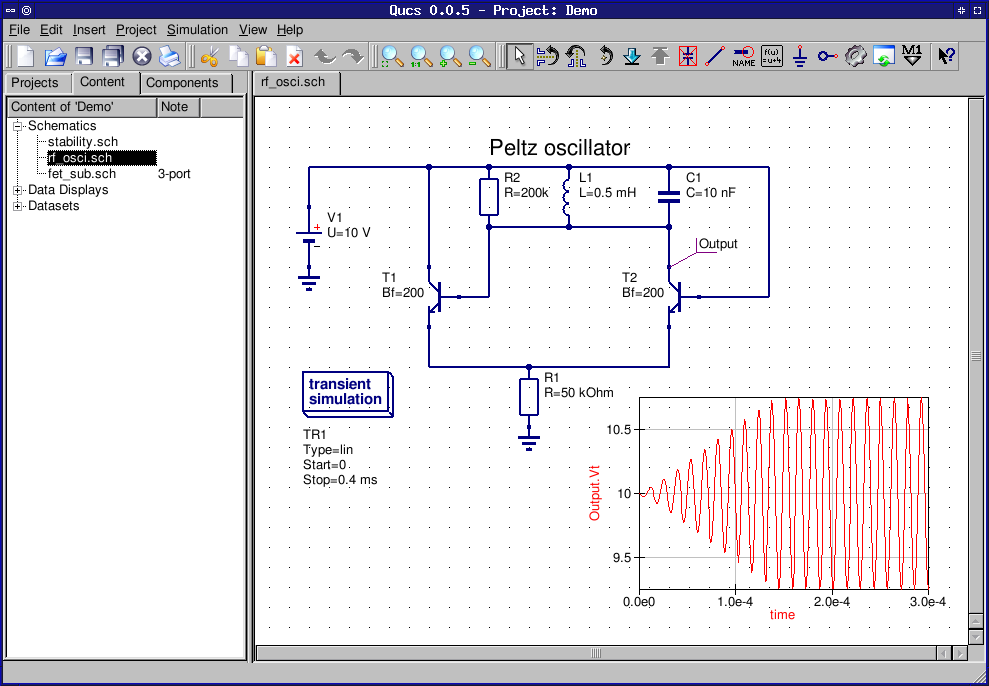
éditeur de Qucs